# Pero xylonaria
Pero xylonaria är en fjärilsart som beskrevs av Charles Oberthür 1883. Pero xylonaria ingår i släktet Pero och familjen mätare. Inga underarter finns listade i Catalogue of Life.